# Miluškovité
Miluškovité (Philesiaceae) je čeleď jednoděložných rostlin z řádu liliotvaré (Liliales). Ve starších taxonomických systémech byla někdy řazena do liliovitých v širokém pojetí (Liliaceae s.l.).

## Popis
Jsou to keře (Philesia) nebo liány (Lapageria). Listy jsou jednoduché, střídavé, s listovými pochvami nebo bez nich, řapíkaté nebo téměř přisedlé. Čepele jsou celokrajné, čárkovité až kopinaté až vejčité, žilnatina je dlanitá (dlanitě souběžná). Květy jsou oboupohlavní, pravidelné, jednotlivé, vrcholové (na krátkých větvičkách) nebo úžlabní. Okvětí se skládá ze 6 okvětních lístků červené až červenofialové (vzácněji bílé) barvy se skvrnami, jsou volné, ale svým uspořádáním je květ zvonkovitého tvaru. Někdy je vnější kruh od vnitřního odlišný a je až naznačeno na dělení na kalich a korunu. Tyčinek je 6, jsou volné nebo srostlé. Gyneceum je srostlé ze 3 plodolistů, je synkarpní, semeník je svrchní. Plodem je bobule,.

## Rozšíření ve světě
Jsou známy 2 monotypické rody, tedy každý pouze s jedním druhem, Lapageria rosea a Philesia magellanica, jejich přirozený výskyt je omezen na Jižní Ameriku, jižní Chile.

## Zástupci
- lapagérie (Lapageria)
- miluška (Philesia)[3]

## Přehled rodů
Lapageria, Philesia